# NGC 7324
NGC 7324 (другие обозначения — PGC 69321, MCG 3-57-26, ZWG 452.36, KCPG 569B) — галактика в созвездии Пегас.
Этот объект входит в число перечисленных в оригинальной редакции «Нового общего каталога».